# 指叶凤尾蕨
指叶凤尾蕨（学名：Pteris dactylina）为凤尾蕨科凤尾蕨属下的一个种。

## 扩展阅读
- 維基物種上的相關：指叶凤尾蕨